# 金鍾吉
金 鍾吉（キム・ジョンギル、朝鮮語: 김종길、1921年2月5日 - 1991年1月31日）は、大韓民国の官僚、政治家。第5代韓国国会議員。

## 経歴
慶南南海出身。中央大学法科3年卒業。総務処事務官、国務院事務処書記官・人事課長・総務課長、重機工業協同組合理事などを務めた。崔致煥の公民権制限による1961年の第5代総選挙の補欠選挙で当選し、国会議員を務めた。

## エピソード
第5代議員当選後すぐに発生した5・16軍事クーデターにより3日間しか在籍できず、議員宣誓もできなかった。